# 飛頭蛮

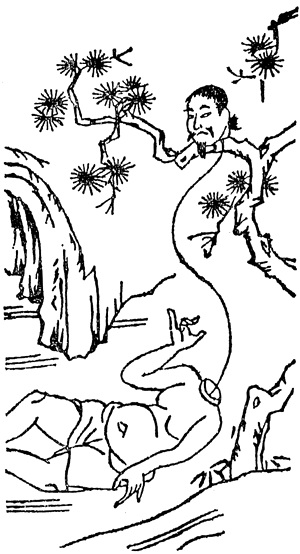
日本での図像化の例。『和漢三才図会』より「飛頭蛮」。

飛頭蛮（ひとうばん）は、中国の妖怪。古典の記述によれば、通常は人間の姿と変わりないが、夜になると首（頭部）だけが胴体から離れて空中を飛び回るものとされる。

## 文献
類書『三才図会』によれば、大闍婆国（だいしゃばこく、ジャワ島のこと）に、頭を飛ばす者がいる。目に瞳が無いのが特徴で、現地では虫落（むしおとし）、落民（らくみん、首が落ちる人の意）と呼ばれる。漢の武帝の時代には、南方に体をばらばらにできる人間がおり、首を南方に、左手を東海に、右手を西の沢に飛ばし、夕暮れにはそれぞれが体に戻って来るが、途中で風に遭うと、海の上を漂ったりしたという。
唐代の書『南方異物誌』によれば、嶺南（中国南部からベトナムにかけての地方）の洞穴の中にいる飛頭蛮は、首に赤い傷跡があることが特徴で、夜には耳を翼のように使って飛び回り、虫を食べ、夜が明けると元の体に戻ってくるという。
東晋の小説集『捜神記』によれば、呉将軍朱桓の下女の頭は、夜になるとしばしば飛び回った、とある。頭部の離れた体を見ると、体が冷たくなっていた上に呼吸も微かになっていたので、布団をかけたところ、やがて戻ってきた首が布団に遮られて胴に戻ることができず、呼吸を荒らげて苦しみだし、布団を取り去ると首が胴に戻って落ち着いたという。また、銅の盆で胴体を覆った人もいたが、その際には首が胴に戻れず、とうとう死んでしまったという。
北宋の類書『太平広記』には「飛頭獠（ひとうりょう）」の名で記載されている。この者たちは頭の飛ぶ前日に、首筋に赤い筋のような痕が現れ、当日の夜になると、病人のようになって頭が胴から離れ、川岸に行ってカニやミミズの類を食べる。朝方になるとまた戻ってきて、夢が覚めたような様子で何もわからないが、その腹は満たされているとある。

## 外国の似た妖怪との関連

### ろくろ首
日本の伝承にある妖怪「ろくろ首」は、見世物小屋やお化け屋敷で見られるような首の伸びるもののほか、首が胴から離れて飛び回るものがあるが（『曽呂利物語』や『諸国百物語』などの説話、小泉八雲の『怪談』収録の「ろくろ首」等にみられる）、これは中国の飛頭蛮が由来と考えられている。江戸時代の妖怪画集『画図百鬼夜行』などで、ろくろ首の漢字表記に「飛頭蛮」が用いられている例もある。同じく江戸時代の怪談集『古今百物語評判』には、『南方異物誌』『太平広記』と同様、ろくろ首は首筋に痣があることが特徴との記述が見られる。

### ウミタあるいはチョンチョン
南アメリカのペルーには、ウミタと呼ばれる首が抜けて飛び回る妖怪の伝承がある。飛び回る首はほかの人間の首を食べてその人間になりかわってしまったり、血を吸ったりするという。また、チリにはチョンチョン（チョンチョニイ、チョンチョニー）という首が飛ぶ妖怪が伝わっている。

### ペナンガラン
マレー半島などには、首とそれにつながった内臓が空を飛ぶペナンガランなどの妖怪が伝承されている。